# Onychomys arenicola
Onychomys arenicola је врста глодара из породице хрчкова (лат. Cricetidae). 

## Распрострањење
Врста има станиште у Мексику и Сједињеним Америчким Државама.

## Станиште
Врста Onychomys arenicola има станиште на копну.

## Начин живота
Врста Onychomys arenicola прави подземне пролазе. 

## Угроженост
Ова врста није угрожена, и наведена је као последња брига јер има широко распрострањење.

### Популациони тренд
Популација ове врсте је стабилна, судећи по доступним подацима.